# Acalasia
L'acalasia (dal greco mancato rilasciamento), da non confondere con la calasia, è la più comune patologia motoria primitiva dell'esofago. La malattia è caratterizzata dalla perdita progressiva della peristalsi esofagea e dalla incapacità di rilasciamento dello Sfintere esofageo inferiore (LES), posto al confine tra esofago e stomaco.

## Descrizione
Il ruolo fisiologico del LES è quello di impedire il reflusso del contenuto gastrico nell'esofago. Normalmente, durante la deglutizione, lo sfintere si rilascia, consentendo la progressione del bolo alimentare nello stomaco. In caso di acalasia, il LES resta sempre tonico e il rilasciamento è incompleto, per cui si verifica ristagno di materiale alimentare nel lume esofageo. Tale ristagno provoca una progressiva dilatazione dell'esofago, tanto che la malattia è anche denominata megaesofago.
L'acalasia ha un'incidenza di 1/100 000, senza differenze tra i due sessi e con la massima frequenza tra i 30 e i 50 anni.
È dovuta a un'anomala innervazione della muscolatura liscia dell'esofago. Tre sono i possibili meccanismi:
- patologia infettiva neurotropa (come malattia di Chagas l'agente è noto essere il Trypanosoma cruzi);
- degenerazione dei plessi intramurali (plesso di Auerbach);
- disordine infiammatorio autoimmune.

Ci sono inoltre forme di disautonomia familiare in cui si hanno anche alterazioni del sistema nervoso autonomo.
È riportata l'associazione di acalasia con insufficienza surrenalica e assenza di lacrimazione presente nella Allgrove's syndrome.

## Sintomatologia
Il sintomo cardinale della acalasia è la disfagia (sensazione di arresto del bolo alimentare nell'esofago). La disfagia si manifesta sia per i liquidi che per i solidi, ma inizialmente può essere paradossa, perché il paziente deglutisce bene i solidi, ma non i liquidi, in quanto i solidi grazie al loro maggior peso possono progredire più facilmente lungo l'esofago, anche in assenza di peristalsi.
Gli altri sintomi comprendono: rigurgito di cibo indigerito nel 70% dei casi, soprattutto notturno, favorito dal decubito; tosse notturna, causata dal rigurgito che può penetrare nelle vie respiratorie; polmonite ab ingestis, una complicazione del precedente sintomo; scialorrea (eccessiva salivazione); alitosi, poiché il cibo che ristagna nell'esofago fermenta; dolore toracico e pirosi possono essere presenti nel 30% dei casi, quale conseguenza di aumentata pressione esofagea o esofagite da stasi. Un altro sintomo è la perdita di peso.

## Diagnosi
La diagnosi si basa innanzitutto sul rilievo di una storia di disfagia sia per i liquidi che per i solidi. Dal punto di vista diagnostico è necessario indagare sia la morfologia (radiologia e endoscopia) che la funzionalità (manometria). Tuttavia né l'esame radiologico, né la manometria possono escludere un'acalasia secondaria a cancro. La diagnosi differenziale deve essere posta con le altre cause di disfagia esofagea funzionale ed organica e con le cause di stenosi del cardias. La differenziazione deve considerare in modo particolare le forme secondarie di acalasia, causate da carcinomi infiltranti l'esofago, linfomi, malattia di Chagas, gastroenterite eosinofila e malattie neurodegenerative. L'esofagoscopia con biopsia è indicata per escludere le altre lesioni organiche.
La gastroscopia è indicata per verificare l'eventuale presenza di lesioni maligne che presentino sintomi analoghi.

## Terapia
La terapia ha lo scopo di ridurre il tono del LES in modo da eliminare l'ostruzione al passaggio del cibo nello stomaco. A tal fine la terapia sintomatica si avvale dei calcioantagonisti, come farmaci miorilassanti. Più efficaci sono la dilatazione pneumatica del LES mediante palloncino allo scopo di lacerare, per via endoscopica, la muscolatura del cardias (ma si può avere lacerazione dell'esofago nel 3% dei casi), o l'intervento chirurgico di cardiomiotomia secondo Heller, con cui si effettua la sezione della muscolatura liscia circostante il LES (ma dalla quale può risultare un reflusso gastro-esofageo fino al 25% dei casi).
La percentuale di successi con la dilatazione pneumatica o con la miotonia sono comparabili, con un eccellente sollievo dai sintomi per 5-10 anni nell'85% dei casi. Più recentemente è stata utilizzata l'inoculazione, per via endoscopica, di tossina botulinica, che bloccando la liberazione di acetilcolina dal plesso mioenterico inibisce la muscolatura liscia, riducendo la pressione dello sfintere. Gli effetti di un singolo trattamento con la tossina possono persistere per sei mesi o più, e sono di solito privi di effetti collaterali importanti. Si utilizzano farmaci quali i procinetici e i nitrati.